# Македонска радио-телевизия
Македонското радио и телевизия (на македонска литературна норма: Македонска радио-телевизија, МРТ), официално националното радио и телевизия (на македонска литературна норма: Национална Радиотелевизија, НРТ), обществена медийна организация в Северна Македония. Създадена е през 1993 година от парламента. Нейна цел е създаването и излъчване на радио и телевизионни програми от всякакви видове, които да задоволяват нуждите от информация, култура, образование и забавление за населението на Северна Македония.

## История

### 1941 г.: „Говори Радио Скопље”
Радио Скопие работи за първи път на 27 януари 1941 година в тогавашното Кралство Югославия. Новата станция ретранслира програмата на Радио Белград на средни вълни с мощност от 20 kW. В края на март същата година, при напускането си на Скопие, сръбските войски умишлено повреждат предавателя. За този период не се намират източници за повече информация.

### 1941-1944 г.: „Говори Радио Скопие“
В началото на април германски войски превземат Скопие. По нареждане на радиоотдела на германската легация в София, немски екип, ръководен от д-р Лане, възстановява радиостанцията и започва предавания на немски език. Няколко дни по-късно там е командирован български екип, който излъчва първото си предаване на 20 април 1941 г., навръх Великден. Предаването започва така:
| „ | Внимание! Тук Радио Скопие! Христос Воскресе! Започваме нашето първо предаване на български език. Българи от свободна Македония! В днешния ден, когато всички се радваме на свободата и празнуваме великото божие Възкресение, дълг ни е да почетем и Онзи, комуто дължим обединението на българското племе. Съдбата е пожелала да съчетае в един ден двата големи празника: Фюрерът - Богоизбраният водач на Третия германски райх г-н Хитлер днес празнува своята 52-ра годишнина, същевременно ние празнуваме и Възкресението на Христа. Думите са безсилни да изразят чувствата на българския народ към Фюрера. Хайл Хитлер! | “ |

Ръководители на Радио Скопие са били Любомир Брутов, Есто Везенков и Димитър Гюзелов. Към екипа се присъединяват и българи, живеещи в Скопие. В началото предаванията са излъчвани на средна вълна 426 м. / 704 kHz. От 16 август 1941 г. немските програми сутрин и следобед спират и на тяхно място се препредава програмата на Радио София. С известни варианти програмата продължава и в следващите години, като през 1942-1943 г. българското радио в Скопие има екип от около 20 души, който излъчва в ефир множество различни програми и народна музика. В предаванията на Радио Скопие най-силната част са автентичната и самобитна народна музика, предавания за селското стопанство, детски радиочас, емисията „Труд и радост“ и историческите предавания. Станцията работи до напускането на българската администрация през август 1944 г.

### След 1944 г.: „Зборуе Радио Скопје”
Още през август 1944 година „Антифашиското събрание на народното освобождение в Македония” (АСНОМ), поставя задачата пред съвременния македонски писател и изтъкнат участник в т.нар. Народно-освободителната война, Владо Малески-Тале, да се захване със създаване и работа на първата македонска радиостанция. За тази цел са избрани от първите борбени редове техници и журналисти и са изпратени в село Горно Врановци на нови задачи. Програмната и журналистическа активност поема Владо Малески, а техническата страна Васко Петковски, отговорен офицер за техниката при Главния щаб на Народно-освободителната войска на Македония.
Работата на Македонското радио започва на 28 декември 1944 г., тогава под името Радио Скопие, с предаване от заседанието на Второто заседание на АСНОМ (законодателно тяло на току-що формираната Република):
„Зборуе Радио Скопје, зборуе Радио Скопје, Драги слушатели, од салата на Собранието вршиме директен пренос на Второто заседание на Антифашистичкото собрание на Народното ослободување на Македонија...”
Програмата е била излъчена чрез 20 W американски късовълнов предавател „SCR“. Тази дата се отбелязва като Ден на МРТ. Първият професионален предавател от 200 вата е поставен близо до летището в Скопие. На 28 януари 1945 г. започват редовните излъчвания на Радио Скопие.
През 1970 година се поставя началото на нова фаза в дейността на Радио Скопие с активирането на нов, 1000 kW предавател. Първа програма започва излъчване на 19 часа и 30 минути дневно, а локалната Скопска програма има времетраене от 5 часа дневно. Въввеждат се и програмите на български, гръцки и албански език.
През 1993 г. Македонското радио и телевизия се отделя от Общността на Югославските радио и телевизии. Със Закона за радиодифузна дейност от 24 април 1997 г. Македонската радио и телевизия е разделена на две части: Македонска радиодифузия и Македонската радио и телевизия, на която принадлежи 61% от събраната радиодифузна такса.
Македонското радио дневно излъчва 86,5 часа програма в денонощието на своите три програми и на Сателитната програма. Първа програма излъчва 24 часа в денонощието, Втора програма – Радио 2 излъчва 16-часова програма от 6 до 22 часа, а след това продължава Третата програма от 22 до 2 часа (4-часови предавания), от 2 до 6 часа през нощта излъчва „Канал 103“. Сателитната програма на Македонското радио от 31 юли 2003 година излъчва 24-часова непрекъсната програма, която е избор на емисии от програмата на Македонското радио и оригинална програма „Радио Македония“ с общо времетраене 6 часа и 30 мин. Македонското радио излъчва програми на всички езици на малцинствените общности в Северна Македония: на албански език (от 1948 г.) - 8,5 часа, на турски език (от 1945 г.) - 5 часа, на влашки език (от 1991 г.), на ромски език (от 1991 г.), на сръбски език (от 2003 г.) и на босненски език (от 2003 г.) по 30 минути на ден.
„Радио Билјана” излъчва за слушателите в чужбина и особено за македонците, които са извън пределите на Северна Македония. В рамките на „Радио Билјана” се излъчват програми за чужбина на български, гръцки и албански – от 1971 г. и сръбски език – 1999 г. Те представляват половинчасови емисии, предавани всеки ден, без събота и неделя. В тях има новини, коментари и преглед на печата, както и македонска музика. Предаванията се излъчват на същата честота - 704 kHz, на която е прозвучало и първото предаване на Македонското радио.